# Laminectomia

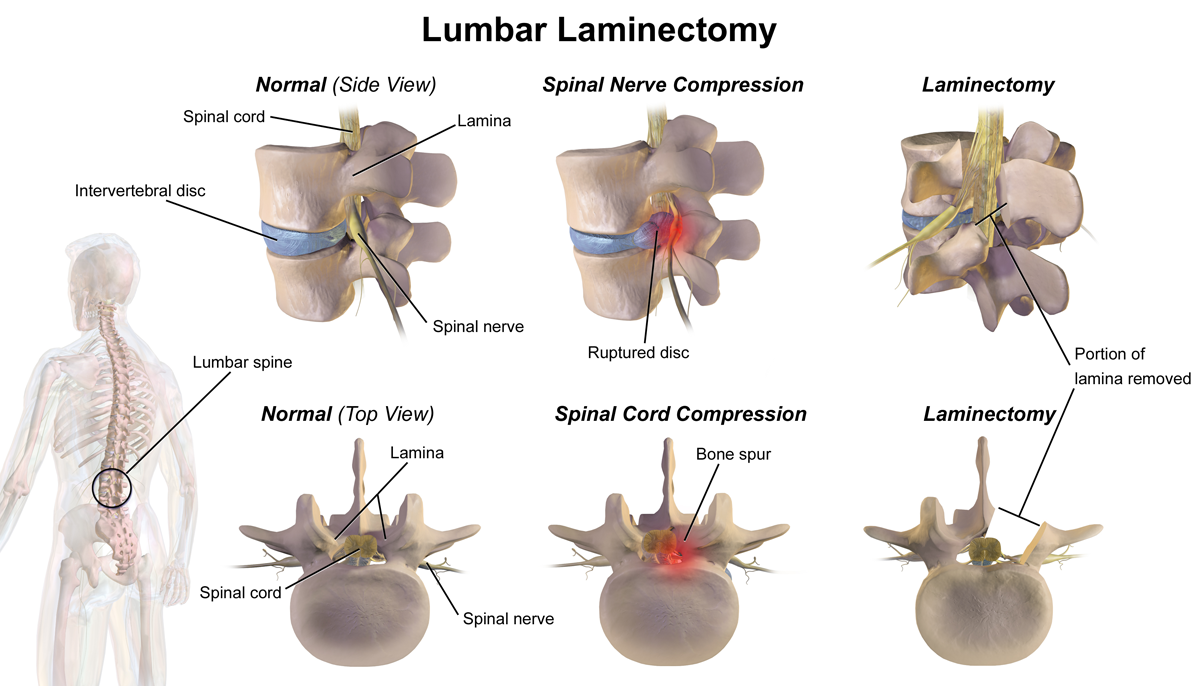
Ilustração de remoção de uma lâmina lombar.

Laminectomia é o procedimento cirúrgico para a remoção de uma ou mais lâminas vertebrais. A laminectomia constitui o tempo operatório da maioria das intervenções na medula espinal que necessitam de uma exposição larga da dura-máter.